# ألين ميلر (لاعب غولف)
ألين ميلر (بالإنجليزية: Allen Miller)‏ هو لاعب غولف أمريكي، ولد في 10 أغسطس 1948 في سان دييغو في الولايات المتحدة.

## وصلات خارجية
- ألين ميلر على موقع رابطة لاعبي الغولف المحترفين (الإنجليزية)